# August Hoffmann
August Friedrich (Fredrik) Hoffmann, född 23 maj 1827 i Neugersdorf, Sachsen, död 29 februari 1889 i Stockholm, var en tysk-svensk pianofabrikör.
August Hoffmann var son till industrimannen Friedrich Hoffmann. Efter yrkesutbildning i Tyskland kom han 1850 till Sverige, där han först fick anställning som gesäll hos pianofabrikören Adolf Fredrik Sätherberg i Karlskrona. 1855 vann han burskap som instrumentmakare i Stockholm och övertog åter därpå Anders Söderbergs musikinstrumentverkstad och affärsrörelse. Under hans ledning utvidgades rörelsen betydligt. Han kom snart att vinna anseende för sina tafflar, och sedan tafflarna började ersättas av pianon övergick Hoffmann 1864 över till att specialisera sig på pianon. Vid hans död övertogs fabriken av hans änka Nanna Hoffman som 1923 sålde den till Carl J. Möller som ombildade den till aktiebolag under namnet Aug. Hoffmanns pianofabriks AB.